# عبد الرحمن الهمذاني
أبو الحسن عبد الرحمن بن عيسى بن حماد الهمذاني (؟ - 327هـ/938-939م) أديب وكاتب وشاعر ولغوي ونحوي عاش في العصر العباسي. تعود أصول عبد الرحمن بن عيسى إلى مدينة همدان في فارس، وكان من أئمة اللغة والنحو في زمنه، وعمل كاتباً للرسائل لدى بكر بن عبد العزيز بن أبي دلف، وهو والي همدان في خلافة المعتضد، وظلَّ يعمل لديه إلى وفاته. كان عبد الرحمن الهمذاني شاعراً مُقِلاً إلى جانب علمه الغزير في اللغة، واشتهر كعالم لغة أكثر من كونه أديباً، واشتهر على وجه الخصوص بكتابه «الألفاظ الكتابيَّة». عمَّر عبد الرحمن الهمذاني عُمراً طويلاً، وتُوفِّي في سنة 327هـ.

## مؤلفاته
تُنسَب إليه المؤلفات التالية:
- «كتاب الألفاظ» (مطبوع، يُعنوَن كذلك «ألفاظ عبد الرحمن» و«الألفاظ الكتابية»).
- «صفو الراح من مختار الصحاح» (مخطوط)